# Kościół Santa Maria Maggiore w Wenecji
Kościół Santa Maria Maggiore – były rzymskokatolicki kościół w Wenecji, w dzielnicy (sestiere) Santa Croce. Administracyjnie należał do Patriarchatu Wenecji. Tworzył kompleks architektoniczny wraz z klasztorem. Na mocy dekretów napoleońskiego Królestwa Włoch klasztor został zniesiony i zamieniony wraz z kościołem na ośrodek jeździecki armii austriackiej. W 1817 roku w klasztorze wybuchł pożar, a w 1900 roku wyburzono go. W 1927 roku obok kościoła wybudowano więzienie. Kościół restaurowano w latach 1961–1965 i 1974.

## Historia
W 1483 roku grupa franciszkanek zamieszkująca zrujnowany budynek przy kościele Sant’Agnese zwróciła się do Senatu Republiki z prośbą o zezwolenie na założenie klasztoru, ale ich prośba została odrzucona. Zmiana decyzji nastąpiła dopiero w listopadzie 1497 roku. Wyznaczona działka znajdowała się na niedawno nabytym terenie w zachodniej części miasta. Drewniany klasztor i kościół wybudowano w latach 1497–1504. W pierwszych latach XVI wieku rozpoczęła się przebudowa kompleksu, prawdopodobnie pod nadzorem Tullia Lombarda. Prace budowlane rozpoczęto prawdopodobnie między 1503 i 1504 rokiem. Stało się to możliwe dzięki hojnej darowiźnie pewnego szlachcica, Alvise Malipiera. W tym samym czasie zgromadzeniu franciszkanek podarowano starą ikonę Matki Bożej. Zakonnice wprowadziły się do klasztoru w roku 1505. Kościół, którego projekt został oparty na planie świątyni pod tym samym wezwaniem w Rzymie, zbudowano w latach 1523–1531. Otrzymał wezwanie Santa Maria Maggiore i San Vincenzo (św. Wincentego). Jego pierwsza dokumentacja graficzna kościoła pochodzi z 1525 roku, kiedy to został on umieszczony na planie perspektywicznym Giovanniego Andrei Vavassore. Alvise Malipiero sprawował patronat aż do swojej śmierci w 1557 roku. Pochowany został w kościele, w rodzinnym grobowcu. Rosnące znaczenie klasztoru sprawiło, że otrzymał on liczne darowizny w postaci dzieł sztuki. Hojność ofiarodawców umożliwiła ponadto rozbudowę klasztoru, który w1695 roku zamieszkiwało 112 sióstr. W 1797 roku upadła Republika Wenecka.

### Desakralizacja
Na mocy dekretu napoleońskiego Królestwa Włoch z 5 czerwca 1805 roku (oraz kolejnych dekretów) zainicjowano w Wenecji proces kasat i przekształceń kościołów i klasztorów i zmian granic parafii. Klasztor franciszkanek został zniesiony w 1805 roku. Jego budynki przeznaczono na koszary, a siostry przeniosły się do kościoła Santa Croce. Ich kościół, zdesakralizowany i pozbawiony wyposażenia, zaczął być  używany jako stajnia. Plac klasztorny, przemianowany na Campo di Marte, stał się miejscem, na którym austriaccy oficerowie ćwiczyli jazdę konną. Dostępny był on również dla cywilów. W 1817 roku w klasztorze wybuchł gwałtowny pożar, ale ominął kościół.  W 1900 roku rozebrano klasztor, a kościół przeznaczono na magazyn fabryki tytoniu. Przy tej okazji przebudowano wnętrze budynku. W 1927 roku na terenie klasztoru zbudowano więzienie, po czym przeniesiono tu więźniów z Palazzo delle Prigioni a San Marco. Kościół został odrestaurowany w latach 1961–1965. Pod koniec lat 60. usunięto XIX-wieczne dobudówki. Nawę główną zdobił fresk przedstawiający Podwyższenie krzyża, Dusze w czyśćcu i Matkę Bożą w chwale ze św. Franciszkiem. Fresk, datowany na 1700 rok, został zerwany podczas wspomnianych prac remontowych, aby umożliwić renowację zniszczonego tynku.

## Architektura

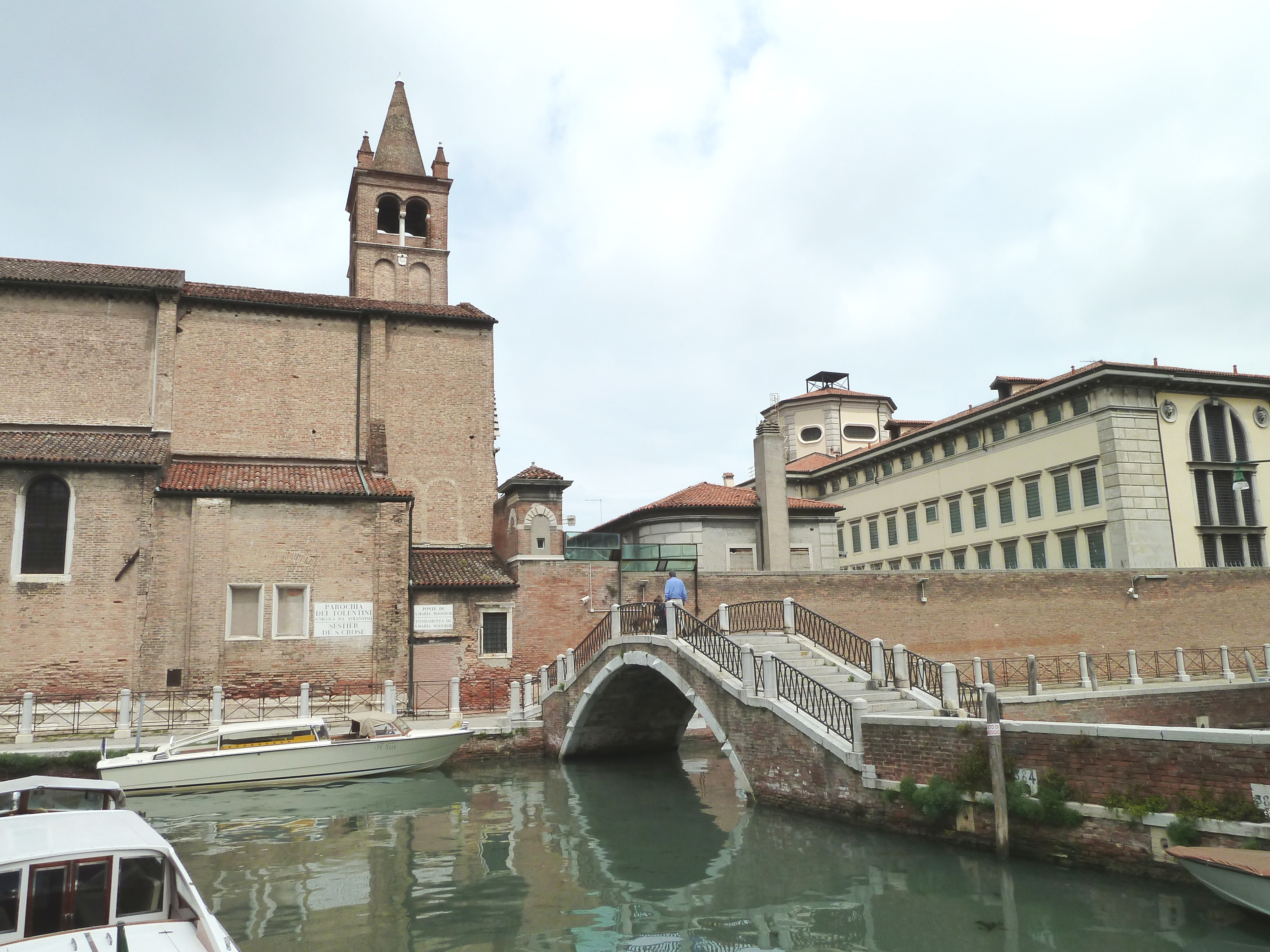
Kościół od strony rio Santa Maria Maggiore

### Fasada
Autorstwo XVI-wiecznej, ceglanej fasady, przypisuje się Tulliowi Lombardo. O jej renesansowym charakterze świadczą takie elementy kompozycyjne, jak: prosty portal, gzyms w części środkowej, jej trójkątne zwieńczenie oraz łagodne łuki łączące ją z częściami bocznymi.

### Wnętrze
Kościół został zbudowany jako trzynawowa bazylika z długim prezbiterium, flankowanym płytkimi kaplicami. Miał łącznie 11 ołtarzy: ołtarz główny, 2 ołtarze w kaplicach bocznych i po 4 w nawach bocznych. Znane są wezwania 8 z nich: Świętych Zakonu, Koronacji Najświętszej Maryi Panny, św. Marcelego, św. Mikołaja, Wniebowstąpienia, św. Klary, Matki Bożej Bolesnej i św. Jana. Nawy boczne są oddzielone od nawy głównej pięcioma parzystymi kolumnami z kapitelami jońskimi, na których wspierają się półokrągłe łuki. Na prawej ścianie widoczne są ślady fresku przedstawiające pozorowaną kolumnadę.

#### Utracone lub usunięte dzieła sztuki
Osiem ołtarzy i zdobiące je dzieła sztuki zostały usunięte i/lub utracone. Wśród obrazów znajdował się Św. Jan Chrzciciel Giovanniego Belliniego, zamówiony do kaplicy obok ołtarza głównego. Obraz miał być przeniesiony do Pinakoteki Brera w Mediolanie, ale po lokalnym proteście został przekazany Accademii. Płótno Wniebowzięcie Najświętszej Maryi Panny, pędzla Paola Veronese, znajdujące się w ołtarzu głównym, poddane konserwacji, znajduje się również w zbiorach Accademii. Od 2008 roku w jej zbiorach jest także Dziewica z Dzieciątkiem i ze Świętymi oraz z członkami rodziny Marcello, prawdopodobnie pędzla Giambattisty del Moro. W zbiorach Pinakoteki Brera znajdują się natomiast: Agonia w Ogrójcu (Veronese), Zwycięstwo mieszkańców Chartres nad Normanami (Padovanina) oraz Madonna z Dzieciątkiem i chórem cherubinów (Andrei Mantegni. 

### Kampanila
Zbudowana na planie kwadratu, pozbawiona dzwonów kampanila wznosi się na wysokość 33 m. Zdobi ją herb rodu Malipiero. Zwieńczona jest gotyckim w charakterze, stożkowym hełmem, otoczonym czterema pinaklami.

## Klasztor
Jedynym dokumentem świadczącym o wyglądzie klasztoru jest rycina w manuskrypcie z 1806 roku. Z lewej strony od fasady kościoła znajdowało się wejście do klasztoru, prowadzące przez długie atrium na obszerny dziedziniec, ograniczony z trzech stron krużgankiem. Drugi klasztor, położony pomiędzy tym dziedzińcem a placem Santa Maria Maggiore, był najstarszym budynkiem, zbudowanym wraz z kościołem.